# La Caña Flamenca
La Caña Flamenca es un festival español de flamenco que se celebra anualmente desde el año 2018 en diferentes localidades de la comarca de la Costa Granadina, provincia de Granada.
Los conciertos que forman parte del festival tienen lugar en diferentes localidades, entre ellas las siguientes: Vélez de Benaudalla, Torrenueva Costa, Almuñécar, Castell de Ferro, Lentegí, Motril, Salobreña, Sorvilán, Albondón y Albuñol.
La primera edición tuvo lugar en el año 2018, la última en 2024.